# Hedda Wising
Hedvig Elisabeth Charlotta (Hedda) Wising, född Hallström 3 november 1823 i Njurunda församling, död 18 november 1902 i Göteborgs Gustavi församling, var en svensk lärare och skolpionjär. Hon var mor till Johan Vising.
Hedda Wising var dotter till majoren Johan Henrik Hallström och Hedvig Nordenfalk samt gift med bruksförvaltaren Carl Wising på Björkå bruk. Hon grundade 1876 Härnösands elementarskola för flickor, den första flickskolan i Härnösand. Skolan var till en början inrymd i Dellvikska gården men flyttade hösten 1879 till nyuppförda lokaler på Nybrogatan 18. Skolan ombildades 1931–1932 till kommunal flickskola.
Hedda Wisingskolan i Härnösand fick 2016 sitt namn efter henne.